# Olaf Förster
Olaf Förster   (Chemnitz, 2 de novembre de 1962) és un remer alemany, ja retirat, que va competir sota bandera de la República Democràtica Alemanya durant la dècada de 1980. Es casà amb la també remera Kerstin Förster.
El 1988 va prendre part en els Jocs Olímpics d'Estiu de Seül, on va guanyar la medalla d'or en la prova del quatre sense timoner del programa de rem.
En el seu palmarès també destaquen cinc medalles al Campionat del món de rem, dues d'or i tres de bronze, entre les edicions de 1985 i 1990, així com cinc campionats de l'Alemanya Oriental.